# Prêmio Rössler
O Prêmio Rössler (em inglês:  Rössler Prize), concedido pela ETH Zurich Foundation, é concedido anualmente desde 2009 a um jovem professor titular do Instituto Federal de Tecnologia de Zurique (ETH Zurich) no meio de uma carreira em aceleração. O valor monetário do prêmio perfaz 200 mil francos suíços, financiado pelos retornos de uma doação feita por Max Rössler, um ex-aluno do ETH. Este valor deve ser usado para as pesquisas do laureado.

## Recipientes
- 2009: Nenad Ban, microbiologia[4]
- 2010: Gerald Haug, geologia do clima[5]
- 2011: Andreas Wallraff, física do estado sólido
- 2012: Nicola Spaldin, ciência dos materiais[6]
- 2013: Olivier Voinnet, biologia do RNA[7]
- 2014: Christian Wolfrum, ciências da saúde e tecnologia[8]
- 2015: David J. Norris, engenharia mecânica e de processos[9]
- 2016: Christophe Copéret, química e biociências aplicada[10]
- 2017: Olga Sorkine-Hornung, ciência da computação[11]
- 2018: Philippe Block, arquitetura[12]
- 2019: Maksym Kovalenko, química inorgânica/nanotecnologia[13][9]
- 2020: Paola Picotti, biologia[14]